# Vlag van Jamaica

Vlag van Jamaica (ratio 1:2)

Oorlogsvlag ter zee (ratio 1:2)

De vlag van Jamaica werd aangenomen op 6 augustus 1962, de dag waarop Jamaica onafhankelijk werd van het Verenigd Koninkrijk. Van 3 januari 1958 tot 31 mei 1962 maakte het land deel uit van de in 1964 opgeheven West-Indische Federatie.
De vlag bestaat uit de kleuren groen, goud en zwart. Zwart symboliseert de kracht en creativiteit van het Jamaicaanse volk. Goud staat voor zonlicht en de natuurlijke rijkdommen van het land. Groen vertegenwoordigt de hoop voor een goede toekomst en eveneens de rijkdommen van het land. De drie kleuren symboliseren ook de Afrikaanse herkomst van de meeste Jamaicanen. Er zijn verschillende verklaringen voor het ontwerp van de vlag. De vlag is de enige nationale vlag zonder een van de kleuren rood, blauw of wit in de wereld.

## Oorlogsvlag ter zee
De oorlogsvlag ter zee is gebaseerd op het Britse witte vaandel, met in het kanton de Jamaicaanse vlag. Omdat Jamaica geen eigen marine heeft, wordt de vlag doorgaans gevoerd door de Jamaicaanse kustwacht.

## Geschiedenis

### Voor de onafhankelijkheid
Vanaf 1875 had de Kolonie Jamaica een vlag, gebaseerd op het Britse blauwe vaandel. Het ontwerp van deze vlag is een aantal keren aangepast, de laatste keer in 1962. In deze vlaggen stond het wapen van Jamaica in een wit rond vlak afgebeeld.
Historische vlaggen van de kolonie Jamaica:
- ? 1875–1906
- ? 1906–1957
- ? 1957–1962
- ? 1962

De gouverneur van Jamaica had een eigen standaard:

? Standaard van de gouverneur, 1875–1906
? Standaard van de gouverneur, 1906–1957
? Standaard van de gouverneur, 1957–1962
? Standaard van de gouverneur, 1962

Standaard van de gouverneur, 1875–1906
Standaard van de gouverneur, 1906–1957
Standaard van de gouverneur, 1957–1962
Standaard van de gouverneur, 1962

Van 1958 tot 1962 maakte Jamaica deel uit van de West-Indische Federatie met een eigen vlag, de vlag van de West-Indische Federatie.

### Vanaf 1962
Het oorspronkelijke ontwerp van de vlag bestond uit horizontale banen in de kleuren groen, geel, zwart, geel en groen. Dit ontwerp werd afgewezen omdat deze vlag te veel leek op de toenmalige vlag van de Republiek Tanganyika, het tegenwoordige Tanzania (zie vlag van Tanzania); alleen de breedte van de banen verschilde.

? Het eerste voorstel voor de Jamaicaanse vlag
? Een ander vlagvoorstel